# Armand-Louis Couperin
Pour les articles homonymes, voir Couperin.
Armand-Louis Couperin, né et mort à Paris (25 février 1727 - 2 février 1789), est un organiste et compositeur français de la célèbre famille Couperin dont les deux plus fameux membres furent son grand-oncle Louis et son cousin François dit « le Grand ». Il était le fils de Nicolas Couperin (1680-1748), lui-même fils de François Couperin l'ancien, qui était le frère de Louis et de Charles, le père de François sus-mentionné.

## Biographie
Sa mère mourut alors qu'il n'avait que 17 mois et il fut élevé par son père, cousin germain de François et successeur de ce dernier à la tribune de Saint-Gervais. Le métier de musicien s'imposait de lui-même dans une telle famille. En 1752, il épousa Élisabeth-Antoinette Blanchet, fille de François-Étienne Blanchet, facteur de clavecins de la cour de Louis XV. Ils jouirent d'une vie paisible et heureuse et eurent ensemble trois enfants qui tous devaient devenir musiciens : Pierre-Louis, Gervais-François et Antoinette-Victoire.
Il succéda à son père Nicolas Couperin, lorsque celui-ci mourut en 1748, à l'orgue de l'église Saint-Gervais dont les Couperin furent titulaires pendant plus de deux siècles depuis Louis — vers 1650 — jusqu'à sa descendante Céleste-Thérèse décédée en 1860. Son successeur à ce poste devait être son fils Pierre-Louis Couperin qui mourut la même année que son père. La charge alla donc au plus jeune fils, Gervais-François Couperin.
Il cumulait cette charge avec de nombreuses autres : Saint-Barthélemy, Saint-Jean-en-Grève, le couvent des Carmes, la Sainte-Chapelle, Sainte-Marguerite, un semestre à la Chapelle royale, un quartier à Notre-Dame de Paris. De ce fait il devait se faire assister par les membres de sa famille (sa femme, elle-même excellente musicienne ou l'un de ses enfants). Il était ami de Claude Balbastre, son collègue à Notre-Dame. Il avait à son domicile un orgue, une régale, deux clavecins dont l'un avec une mécanique « pour graduer les sons », un pianoforte anglais, une grande épinette, une petite épinette à l'octave, un clavicorde, un violoncelle, une quinte et trois violons. Outre la musique, il était amateur de livres et en possédait 885 lors de son décès.

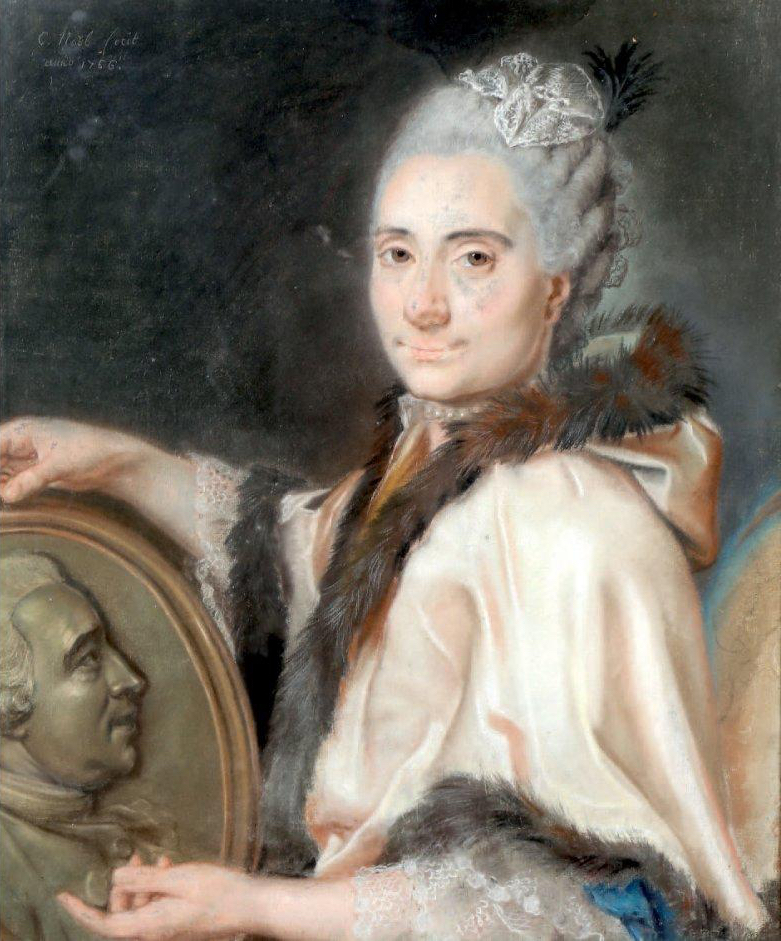
Portrait de son épouse.

Il mourut accidentellement le 2 février 1789, après avoir été renversé par un cheval fou qui avait désarçonné son cavalier, pendant qu'il se rendait de la Sainte-Chapelle à Saint-Gervais.

## Œuvre
L'œuvre d'Armand-Louis Couperin est relativement mince : il se consacrait surtout à l'orgue dont il était un virtuose renommé et talentueux improvisateur. Pourtant, il n’a laissé que deux pièces pour cet instrument, visiblement écrites à l'origine pour le clavecin. À l'encontre de maints de ses contemporains, il resta attaché à la grande tradition française et le musicographe Charles Burney, lors d'un passage à Paris en 1770, rapporte que « son style n’est pas aussi moderne qu’il pourrait l’être ». 
Il a composé au moins :
- 3 cantatilles (perdues) : Le Printemps, la Jeunesse, la Vieillesse
- L’Amour Médecin, cantatille pour soprano, 2 violons et basse, 1750
- Pièces de Clavecin, opus I, 1751
- 6 Sonates en Pièces de Clavecin avec Violon, opus II, 1765
- 3 Sonates en trio, opus III (clavecin, violon et violoncelle), 1770
- 3 Quatuors à deux clavecins, vers 1773
- Symphonie de clavecins, 1773 ou 1774
- La Chasse, rondeau en ré majeur pour clavecin ou orgue.
- Dialogue entre le chalumeau et le basson avec accompagnement de flûtes au clavier d’en haut, pour clavecin ou orgue, 1775
- Variations pour clavecin :
  - sur l’air « Vous l’ordonnez » (Je suis Lindor), du Barbier de Séville de Beaumarchais, 1775
  - Aria con Variazione, 1781
  - sur un air de « Richard Cœur-de-Lion » de Grétry, 1784
- Plusieurs motets, dont seul subsiste une Élévation ou Mottet au Saint Sacrement à 3 voix et b. c. de 1787.

## Pièces de Clavecin (1751)
Recueil dédié à Madame Victoire de France.
- La Victoire
- Allemande
- Courante, La de Croissy
- Les Cacqueteuses
- La Grégoire
- L'Intrépide
- Premier menuet, deuxième menuet
- L'Arlequine ou la Adam, rondeau
- La Blanchet
- La de Boisgelou
- La Foucquet
- La Sémillante ou la Joly
- La Turpin
- Première gavotte, seconde gavotte
- Premier menuet, second menuet
- La du Breüil
- La Chéron
- L'Affligée
- L'Enjouée
- Les tendres Sentiments
- Rondeau gracieux
- Les Quatre Nations
  - L'Italienne
  - L'Angloise, rondeau
  - L'Allemande
  - La Françoise

## Discographie
- Pièces de clavecin, Christophe Rousset, clavecin. 2 CD Aparté 2020